# Comuna Cireșu, Brăila
Cireșu (în trecut, Slobozia-Cireșu) este o comună în județul Brăila, Muntenia, România, formată din satele Batogu, Cireșu (reședința), Ionești, Scărlătești și Vultureni.

## Așezare
Comuna se află în partea de vest a județului, la sud de orașul Făurei. Prin comună trece șoseaua județeană DJ203, care o leagă spre est de Însurăței și spre nord de Făurei, precum și de șoseaua județeană DJ203R, ramificată din prima la Ulmu și care o leagă spre est de Bordei Verde terminându-se mai departe în DN21. Prin comună trece și calea ferată Făurei-Fetești, pe care este deservită de stațiile Cireșu și Scărlătești.

## Demografie
Componența etnică a comunei Cireșu
     Români (91,37%)
     Alte etnii (0,08%)
     Necunoscută (8,55%)
Componența confesională a comunei Cireșu
     Ortodocși (91%)
     Alte religii (0,24%)
     Necunoscută (8,76%)
Conform recensământului efectuat în 2021, populația comunei Cireșu se ridică la 2.467 de locuitori, în scădere față de recensământul anterior din 2011, când fuseseră înregistrați 3.106 locuitori. Majoritatea locuitorilor sunt români (91,37%), iar pentru 8,55% nu se cunoaște apartenența etnică. Din punct de vedere confesional, majoritatea locuitorilor sunt ortodocși (91%), iar pentru 8,76% nu se cunoaște apartenența confesională.

## Politică și administrație
Comuna Cireșu este administrată de un primar și un consiliu local compus din 11 consilieri. Primarul, Radu Popa[*], de la Partidul Național Liberal, este în funcție din 2008. Începând cu alegerile locale din 2024, consiliul local are următoarea componență pe partide politice:
|  | Partid                    | Consilieri | Componența Consiliului | Componența Consiliului | Componența Consiliului | Componența Consiliului | Componența Consiliului | Componența Consiliului | Componența Consiliului | Componența Consiliului | Componența Consiliului | Componența Consiliului | Componența Consiliului |
|  | ------------------------- | ---------- | ---------------------- | ---------------------- | ---------------------- | ---------------------- | ---------------------- | ---------------------- | ---------------------- | ---------------------- | ---------------------- | ---------------------- | ---------------------- |
|  | Partidul Național Liberal | 11         |                        |                        |                        |                        |                        |                        |                        |                        |                        |                        |                        |

## Istorie
Satul de reședință s-a înființat la 1812, pe moșia lui Scarlat Grădișteanu. La sfârșitul secolului al XIX-lea, comuna purta numele de Slobozia-Cireșu, făcea parte din plasa Ianca a județului Brăila și cuprindea doar satul de reședință, cu o populație de 706 locuitori. În comună funcționau o școală mixtă înființată în 1856 sau 1865, o biserică ortodoxă ridicată în 1846 de proprietarul Tache Fălcoianu, 3 mori de vânt și una cu aburi. Pe teritoriul actual al comunei mai funcționau și comunele Batogu, în aceeași plasă, și Fleașca, în plasa Călmățui. Prima era compusă din satele Batogu și Ionești și avea o populație de 862 de locuitori. În ea funcționau o școală mixtă cu 28 de elevi (din care 4 fete) înființată în 1852, o moară de aburi și o biserică construită de locuitori în 1852. Comuna Fleașca avea în componență satele Fleașca și Scărlătești, cu o populație totală de 908 locuitori; aici funcționau o biserică fondată de moșierul Anastase Simu în 1875 și o școală mixtă cu 79 de elevi (din care 19 fete), înființată în 1863.
În 1925, comuna Slobozia-Cireșu fusese desființată și inclusă în comuna Fleașca, ce avea atunci 2143 de locuitori. Tot atunci, comuna Batogu este consemnată în Anuarul Socec în aceeași plasă cu 1100 de locuitori.
Cu timpul, centrul comunei Fleașca s-a mutat spre satul Cireșu, acesta devenind și centrul comunei. În 1950, comunele Batogu și Cireșu au fost incluse în raionul Făurei din regiunea Galați, până în 1968. Între timp, satul Fleașca a fost denumit Colonel A. Grigorescu și apoi, în 1964, Vultureni. Odată cu reorganizarea administrativă din 1968, comuna Batogu a fost desființată și inclusă în comuna Cireșu, și aceasta arondată județului Brăila, reînființat.

## Monumente istorice
Singurul obiectiv din comuna Cireșu inclus în lista monumentelor istorice din județul Brăila ca monument istoric de interes local este situl arheologic din punctul „Popină” de la nord de satul Scărlătești, sit care cuprinde o așezare eneolitică aparținând culturii Gumelnița, faza A1; morminte din Epoca Bronzului timpuriu și mijlociu; și niște morminte sarmatice datând din secolele al II-lea–al III-lea e.n.